# مقاطعة كيوستنديل
مقاطعة كيوستنديل (بالبلغارية: Област Кюстендил)‏ هي إحدى مقاطعات بلغاريا تقع في غرب بلغاريا. يقدر عدد سكانها بـ 136,686 نسمة ومساحتها 3,084 كم2.

## الموقع
موقع المقاطعة بين مقاطعات بلغاريا: